# Власьевская церковь (Кострома)
Власьевская церковь (церковь Власия, епископа Севастийского) — недействующий пятиглавый православный храм постройки начала XIX века в исторической части Костромы, на улице Симановского (бывш. Власьевской).

## История
Место между центром города и рекой Костромой раньше называлось «вспольем» (открытое место возле границы города), там располагались Кирпичная и Каменщиковая слободки. Сейчас эти территории бывших слободок являются западной окраиной исторической части города.
Первое упоминание о церкви относится к 1628 году. Тогда там стояли два деревянных храма — шатровый Власия, епископа Севастийского и клетский Николая Чудотворца с трапезной. Деревянными они были весь XVIII век, и лишь в 1805 году заменены нынешним каменным зданием, выстроенным на средства прихожан. К этому времени Кирпичная слобода уже влилась в состав Костромы, и Власьевская улица достигла церкви.
Церковь относилась к типу двухэтажных пятиглавых и бесстолпных храмов с ярусной колокольней, в объемной композиции которых, симметрически четкой и ясной, новые формы классицизма переплелись с прежней барочной традицией. Внутри храма на нижнем этаже размещался престол Николая Чудотворца, а в верхнем — Власия; оба они образуют единое пространство благодаря раскрытию в храм помещений алтаря и трапезной.
После революции в 1924 году церковь закрыли и осквернили: 7 ноября того же года в бывшем храме состоялось торжественное открытие клуба. Были сломаны завершение церкви и звон (два верхних яруса) колокольни со шпилем, а остальная часть позже обстроена трёхэтажным зданием. В 1973 году в здании разместились цеха швейной фабрики «Орбита», а затем — профессиональное училище № 18. В настоящее время в здании располагается Региональный центр оценки качества образования «Эксперт».